# Сёке, Иштван
Иштван Сёке (венг. István Szőke; 13 февраля 1947, Будапешт — 1 июня 2022, Будапешт) — венгерский футболист, игравший на позиции полузащитника. По завершении игровой карьеры — футбольный тренер. Известен по выступлениям за клуб «Ференцварош». Участник чемпионата Европы 1972 года в составе национальной сборной Венгрии.

## Клубная карьера
В 1965 году в профессиональном футболе дебютировал за клуб «Ференцварош», в котором провёл девять сезонов. Большую часть времени, проведённого в составе «Ференцвароша», был игроком стартового состава команды. В составе команды выходил в финал Кубка ярмарок в сезоне 1967/1968 и в полуфинал Кубка УЕФА 1971/1972. В первом полуфинальном матче против «Вулверхэмптон Уондерерс» забил гол с пенальти, однако позже не реализовал по одному одиннадцатиметровому удару в обоих матчах, в результате чего его команда с минимальным счётом уступила. Был штатным исполнителем стандартов, штрафных ударов и пенальти, и одним из главных бомбардиров клуба, забив 71 голов в 191 матче чемпионата.
Завершил профессиональную игровую карьеру из-за травмы в клубе «Волан», за который выступал на протяжении 1975/1976 годов.

## Карьера в сборной
25 мая 1969 года дебютировал в составе национальной сборной Венгрии в матче против Чехословакии, а последний — провёл 21 ноября 1973 года против ГДР. На протяжении карьеры в сборной, которая продолжалась 5 лет, провёл в форме главной команде страны 13 матчей, забив 3 гола.
Ярким моментом в карьере Сёке были четвертьфинальные матчи чемпионата Европы 1972 года против Румынии: в ответном матче (2:2) полузащитник открыл счёт в матче, а в дополнительном матче за выход в полуфинал забил победный мяч на 89-й минуте. В составе сборной был участником Евро в Бельгии и вышел на поле в проигранном полуфинале против СССР (0:1).

## Тренерская карьера
Начал тренерскую карьеру сразу же после завершения карьеры игрока, в 1976 году, возглавив тренерский штаб клуба «Волан», где и проработал до 1978 года. Ушёл из жизни 1 июня 2022 года на 75-м году жизни. Причиной смерти Сёке стал инсульт.

## Достижения
Ференцварош
- Чемпионат Венгрии (2): 1967, 1968
- Кубок Венгрии (2): 1971/1972, 1973/1974
- Финалист Кубка ярмарок: 1967/1968